# 203-мм гаубица М-40
203-мм гаубица М-40 — советская опытная буксируемая гаубица корпусной артиллерии.
Буксируемая гаубица была создана в специальном конструкторском бюро Пермского машиностроительного завода имени Ленина.

## История создания

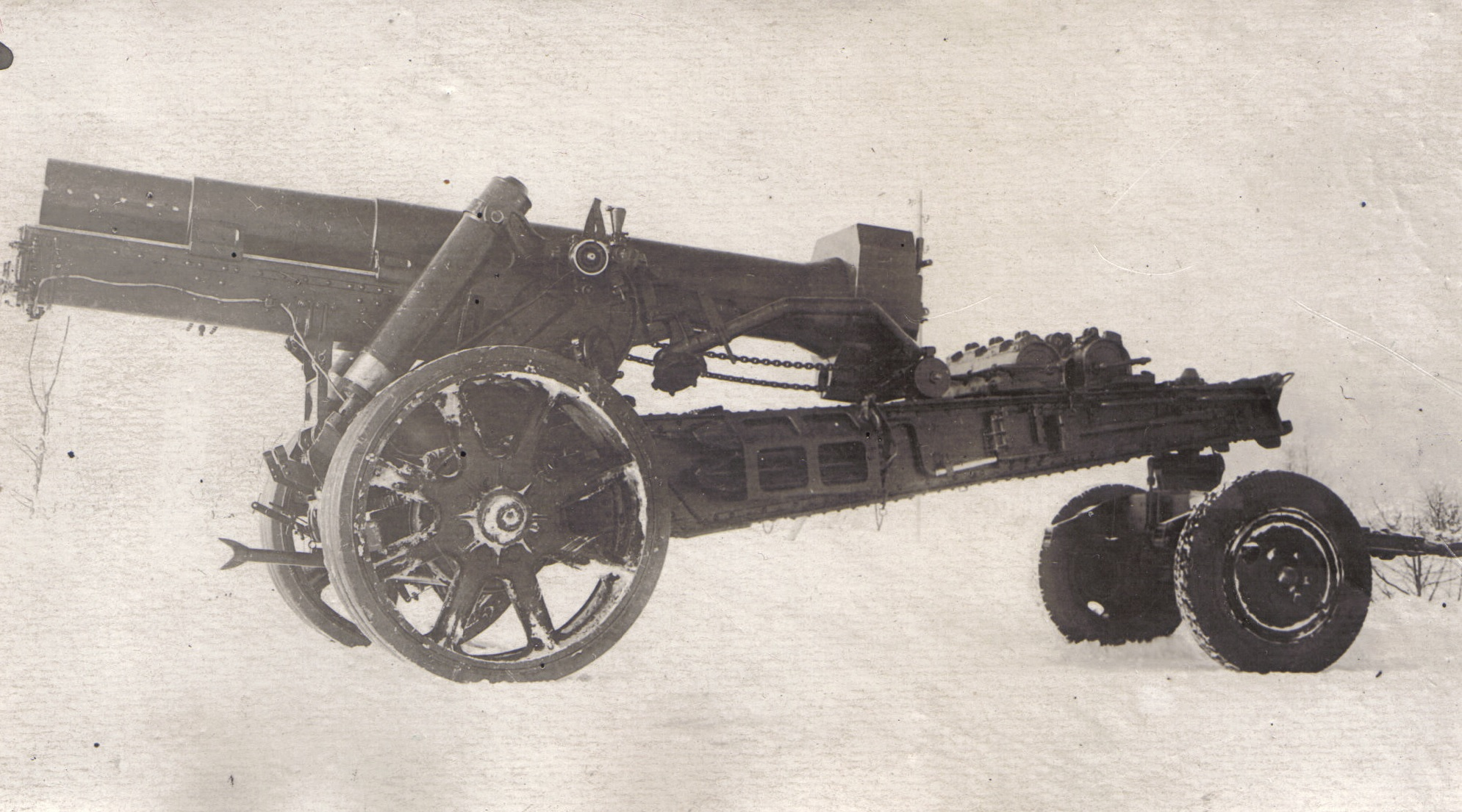
Гаубица М-40 в походном положении

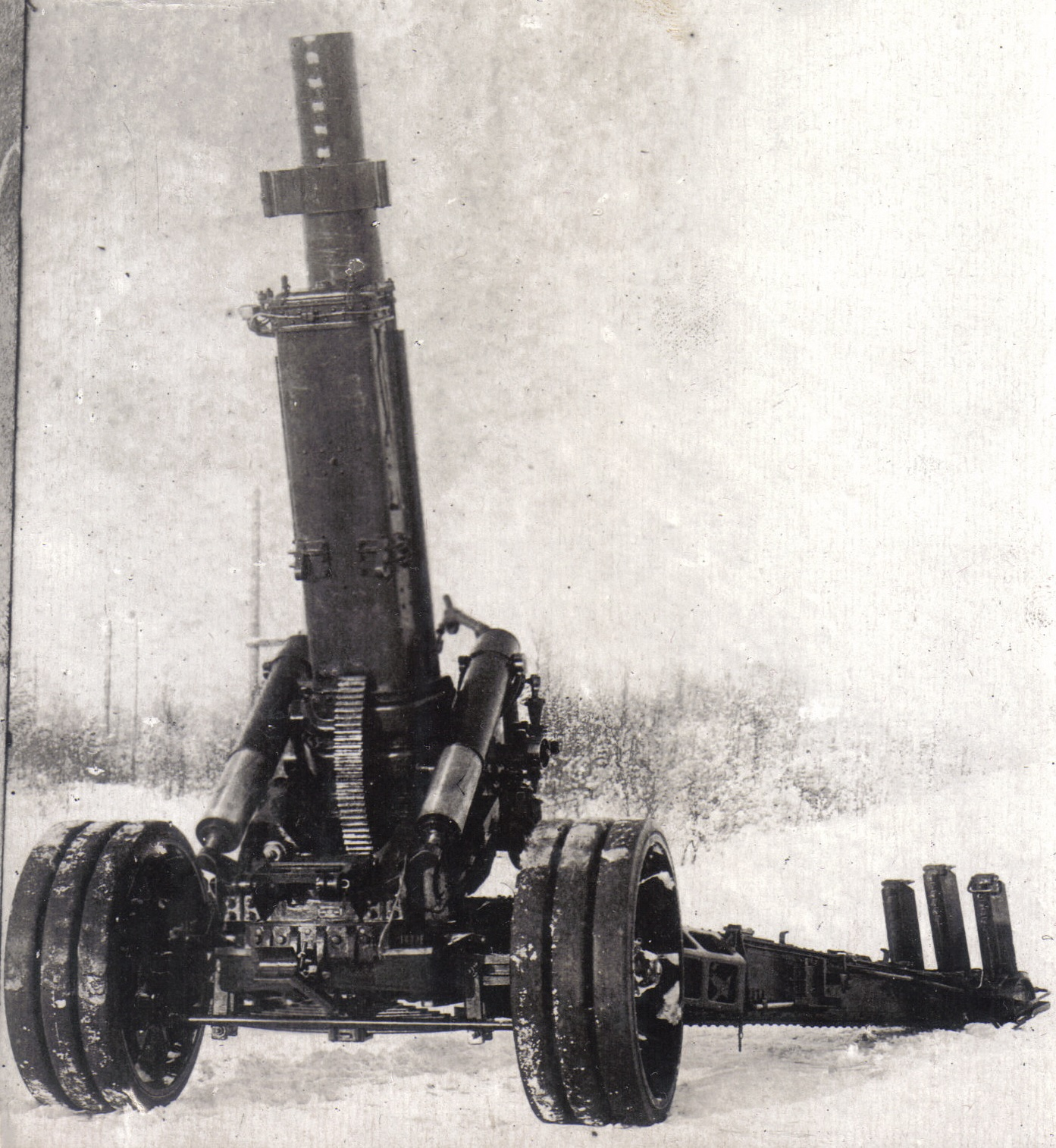
203-мм гаубица М-40, боевое положение, вид спереди.

В второй половине 1930-х годов руководство Красной Армии пришло к выводу о необходимости наличия 203-мм гаубицы в корпусном звене. Существовавшие на тот момент 203-мм гаубицы Б-4 были дороги в производстве и обладали недостаточной мобильностью, а 203-мм гаубицы Е-16 имели устаревшую конструкцию и обладали рядом конструктивных недостатков. 19 февраля 1938 года ГАУ разослало на Завод № 172 и Уральский завод тяжёлого машиностроения тактико-технические требования на новую 203-мм корпусную гаубицу. Конструкторском бюро машиностроения Завода №172 проект получил обозначение М-40, в особом конструкторском бюро — БЛ-39, а на УЗТМ — У-3. Работы по гаубице М-40 велись под руководством инженера-конструктора Ширяева. 16 июня 1938 года технический проект гаубицы М-40 был выслан Москву. После рассмотрения в октябре 1938 года проект был утверждён и начал этап выпуска конструкторской документации и изготовления опытного образца.
К 1 ноября 1939 года представителям заказчика был сдан первый опытный образец, после чего он был отправлен на полигонные испытания на Гороховецкий артиллерийский полигон.К 17 июня 1940 года были закончены испытания, по результатам которых выявились существенные конструктивные недостатки гаубицы М-40: невозможность стрельбы с грунта без деревянной платформы под колёса, неудовлетворительная кучность при стрельбе на углах возвышения выше +70°. Выявленные недостатки планировалось исправить с помощью изготовления новой трубы с более пологой нарезкой ствола. По приказу Г. И. Кулика от 28 ноября 1940 года, для гаубиц М-40 и У-3 должны были быть изготовлены три ствола с различной крутизной нарезки (25, 30 и 35 клб.). Опытным путём должна была быть установлена оптимальная нарезка ствола. С началом Великой Отечественной войны все работы по доработке гаубица М-40 были остановлены, а сама гаубица на вооружение принята не была.

## Описание конструкции
203-мм гаубица М-40 имела свободный ствол с кожухом и казёнником. На кожухе размещался казённик с поршневым затвором, заимствованным от 152-мм пушки Бр-2. Для уравновешивания качающейся части орудия, гаубица М-40 была оборудована уравновешивающим механизмом пружинного типа с двумя уравновешивающими колонками. При углах вертикального наведения 0..12° откат орудия составлял 1450 мм, при более высоких углах наведения длина отката уменьшалась до 935 мм. Механизмы наведения секторного типа. Заряжание гаубицы производилось при помощи крана с лебёдкой. На марше к орудию цеплялся двухколёсный орудийный передок, заимствованный от 152-мм гаубицы-пушки МЛ-20.

### Применяемые боеприпасы
Заряжание гаубицы М-40 было картузным, стрельба велась всеми типами боеприпасов от 203-мм гаубицы Б-4.
| Номенклатура боеприпасов |                |                   |              |                   |                  |                                 |                                     |
| Индекс выстрела          | Индекс снаряда | Масса снаряда, кг | Масса ВВ, кг | Длина снаряда, мм | Марка взрывателя | Начальная скорость снаряда, м/с | Максимальная дальность стрельбы, км |
| Фугасные                 |                |                   |              |                   |                  |                                 |                                     |
| С полным зарядом         | 53-Ф-620       | 98,75             | 18,97        | 966               | 5ДТ-2            | 462                             | 13,185                              |
| С зарядом №1             | 53-Ф-620       | 98,75             | 18,97        | 966               | 5ДТ-2            | 364                             |                                     |
| С зарядом №2             | 53-Ф-620       | 98,75             | 18,97        | 966               | 5ДТ-2            | 270                             |                                     |
|                          | 53-Ф-621       | 98,35             | 15,91        | 783               | УГГ              |                                 |                                     |
|                          | 53-Ф-621Г      | 98,51             | 15,91        | 783               | 4ГТ              |                                 |                                     |
|                          | 53-Ф-625       | 100               | 23,4         | 875               | РГМ-2            |                                 |                                     |
|                          | 53-Ф-625Д      | 100               | 15,77        |                   | РГМ-2            |                                 |                                     |
| Бетонобойные             |                |                   |              |                   |                  |                                 |                                     |
|                          | 53-Г-620       | 100               | 15,36        | 895               | ДБТ/КТД          |                                 |                                     |
|                          | 53-Г-620Т      | 146               | 10,72        | 1017              | ДБТ              |                                 |                                     |